# Máy tính bo mạch đơn

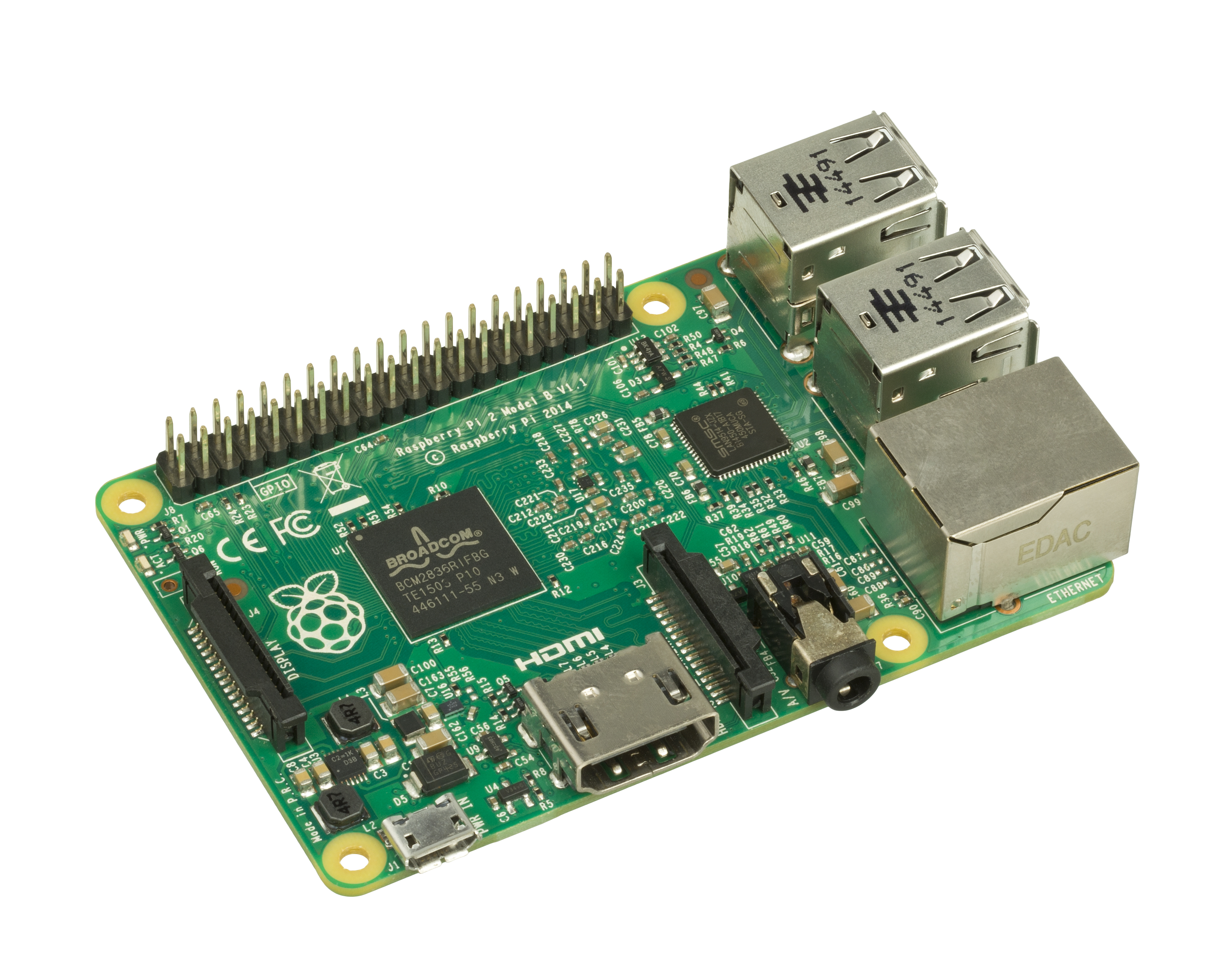
Raspberry Pi là một máy tính bo mạch đơn giá rẻ được sử dụng trong giảng dạy khoa học máy tính.

Máy tính bo mạch đơn (tiếng Anh: Single-board computer - SBC) là một máy tính hoàn chỉnh được xây dựng trên một bảng mạch duy nhất, với bộ vi xử lý, RAM, các cổng I / O và các tính năng khác cần có của một máy tính chức năng. SBC thường được chế tạo làm hệ thống trình diễn hoặc phát triển cho giáo dục hoặc để dùng làm bộ điều khiển máy tính nhúng. Nhiều loại máy tính gia đình (all-in-one computer) hoặc máy tính xách tay (laptop) cũng được xem là SBC vì chúng tích hợp tất cả các chức năng trên một bảng mạch in duy nhất.
Không giống như các PC thông thường, SBC thường không dựa vào khe cắm mở rộng cho các chức năng ngoại vi hoặc mở rộng. SBC được chế tạo bằng cách sử dụng nhiều loại vi xử lý. Các thiết kế đơn giản thường sử dụng RAM tĩnh và bộ vi xử lý 8 hoặc 16-bit giá rẻ. Các loại khác phức tạp hơn, chẳng hạn như máy chủ phiến (blade server), có chức năng tương tự như máy chủ thông thường, chỉ là chúng được thiết kế tích hợp ở kích thước nhỏ gọn hơn.
Máy tính trên mô-đun (computer-on-module - COM) là một loại SBC được sản xuất để cắm thêm các bo mạch mang (carrier board), bo mạch nền (baseboard) hoặc bảng nối đa năng (backplane) để mở rộng hệ thống.

## Lịch sử

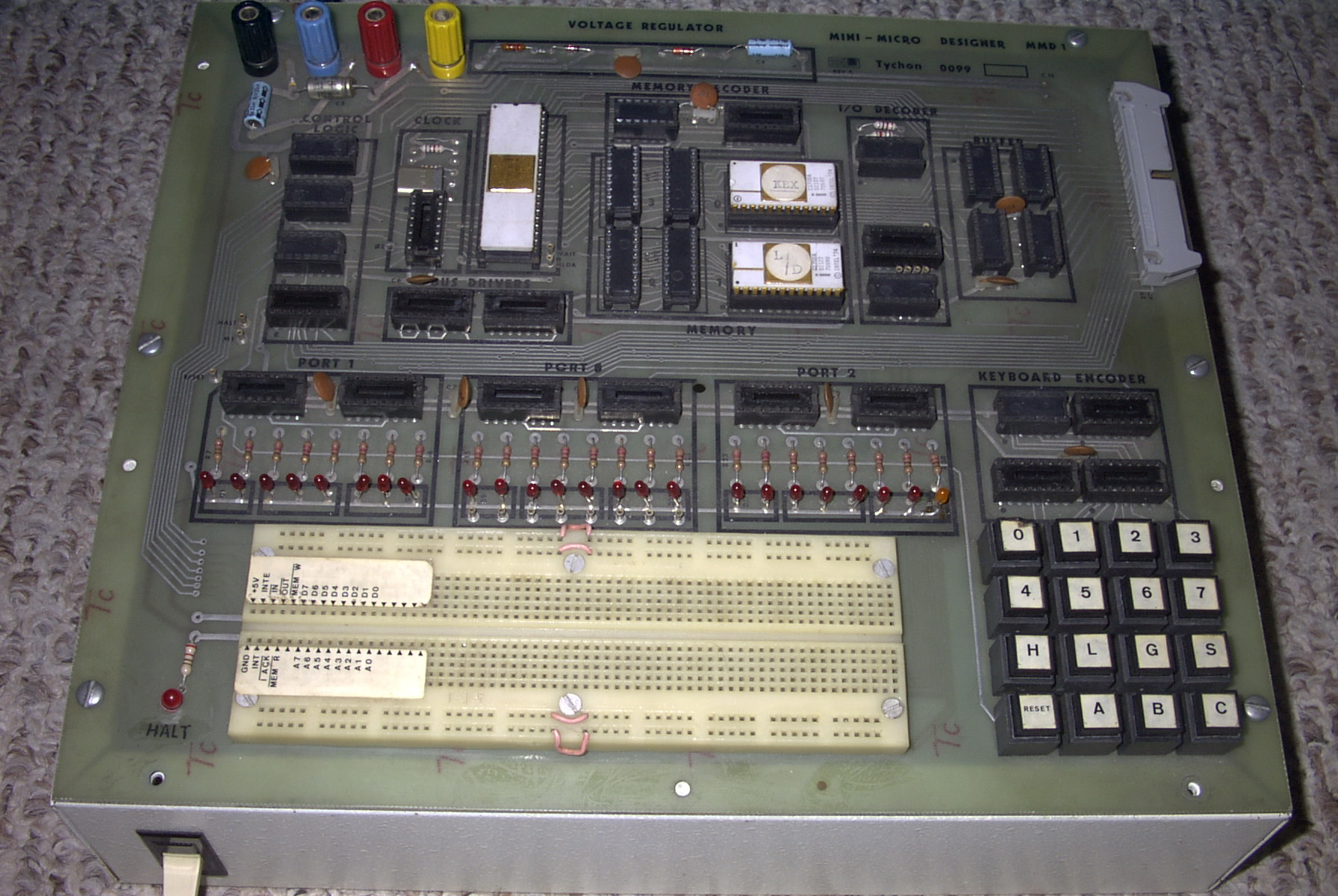
Một trong 10 chiếc MMD-1 đầu tiên, nguyên mẫu được sản xuất bởi E&L Instruments vào năm 1976. "Dyna-micro" / "MMD-1" là một SBC thực sự đầu tiên trên thế giới. Chúng có tất cả các thành phần trên một bảng mạch in duy nhất, bao gồm bộ nhớ, I / O, thiết bị đầu vào của người dùng và màn hình. Không có gì ngoài bo mạch duy nhất, trừ nguồn điện cần thiết để chạy cả MMD-1 và phầm mềm của nó. Ban đầu chúng được gọi là "dyna-micro", nhưng sau đã sớm được đổi tên thành "MMD-1"

Máy tính bo mạch đơn thực sự đầu tiên (theo tạp chí Radio-Electronics số tháng 5 năm 1976) được gọi là "dyna-micro", dựa trên nền tảng vi xử lý Intel C 8080 A và EPROM đầu tiên của Intel, C1702A. Dyna-micro được E&amp;L Instruments của Derby, Connecticut đặt lại thương hiệu vào năm 1976 với tên gọi "MMD-1" (Mini-Micro Designer 1) và nổi tiếng là chiếc máy tính siêu nhỏ trong họ vi xử lý 8080 "BugBook" rất phổ biến thời bấy giờ.
Máy tính bo mạch đơn cũng hình thành nền tảng thiết kế của rất nhiều máy tính gia đình trong lịch sử ban đầu của máy tính, như trong Acorn Electron và BBC Micro. Các SBC thế hệ đầu tiên điển hình khác như KIM-1 thường không có bộ vỏ bọc, chủ sở hữu phải bổ sung thêm. Các mẫu thời kỳ đầu khác là Ferguson Big Board, Ampro Little Board, và Nascom .
Khi thị trường PC trở nên thịnh hành hơn, ngày càng ít thiết kế SBC được sử dụng. Các thành phần chính của PC được lắp ráp trên bo mạch chủ, và các thành phần ngoại vi như bộ điều khiển ổ đĩa cứng và bộ xử lý đồ họa được đặt trên bo mạch con (daughterboard). Ngay cả các thiết kế giao tiếp I / O thế hệ sau cũng đã được tích hợp dưới dạng nhúng trên bo mạch chủ thay cho dạng card I / O rời như thế hệ đầu. Hầu hết các bo mạch chủ PC hiện nay đều cung cấp hỗ trợ trên bo mạch cho ổ đĩa bao gồm IDE, SATA, NVMe, RAID , GPU tích hợp, Ethernet và I / O truyền thống như cổng nối tiếp và cổng song song, USB và hỗ trợ bàn phím / chuột. Loại bo mạch cắm phổ biến hiện nay là card đồ họa hiệu suất cao (thực sự là bộ xử lý đồ họa), bộ điều khiển RAID cao cấp và card I / O chuyên dụng như bo mạch thu thập dữ liệu và DSP (Bộ xử lý tín hiệu kỹ thuật số).

## Các ứng dụng

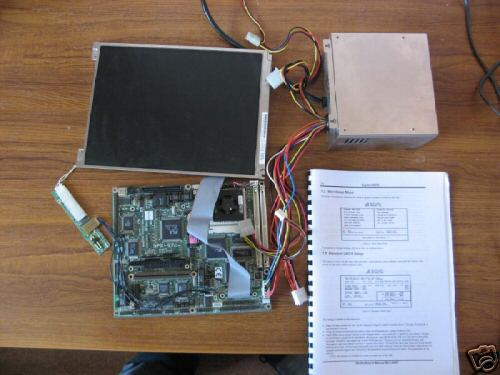
Một SBC đế cắm Socket 3 hỗ trợ vi xử lý 486 với nguồn điện và màn hình phẳng

Máy tính bo mạch đơn được tạo ra bằng cách tăng mật độ của các mạch tích hợp. Cấu hình bo mạch đơn làm giảm chi phí tổng thể của hệ thống, bằng cách giảm số lượng bo mạch cần thiết và loại bỏ các đầu nối và mạch điều khiển bus ít dùng đến. Bằng cách đặt tất cả các module chức năng trên một bo mạch, có thể ra được một hệ thống tổng thể nhỏ hơn, chẳng hạn như trong máy tính xách tay. Các đầu nối là nguồn gốc thường xuyên gây ra các vấn đề về độ tin cậy, vì vậy hệ thống bo mạch đơn sẽ loại bỏ những vấn đề này.
Máy tính bo mạch đơn hiện nay thường được định nghĩa theo hai kiến trúc riêng biệt: không có khe cắm và hỗ trợ khe cắm.
Các SBC nhúng là những đơn vị cung cấp tất cả các giao tiếp I / O được gói gọn mà không hỗ trợ thêm các card cắm thêm. Các ứng dụng thường là chơi game (máy đánh bạc, video poker), kiosk và thiết bị tự động hóa điều khiển. Các SBC nhúng nhỏ hơn nhiều so với bo mạch chủ loại ATX phố biến trong PC và cung cấp các cổng I / O hướng mục tiêu nhiều hơn đến ứng dụng công nghiệp, chẳng hạn như I / O kỹ thuật số và tương tự trên bo mạch, bộ nhớ flash có thể khởi động trên bo mạch (loại bỏ ổ đĩa), không có video, v.v.
Thuật ngữ SBC hiện nay thường áp dụng cho kiến trúc trong đó máy tính bo mạch đơn được cắm vào bảng nối đa năng để cung cấp cho card I / O. Trong trường hợp của PC104, bus không phải là bảng nối đa năng theo nghĩa truyền thống mà là một loạt các đầu nối chân cắm cho phép các card I / O có thể được xếp chồng lên nhau.
Máy tính bo mạch đơn được sử dụng phổ biến nhất trong các nhu cầu công nghiệp, nơi chúng được sử dụng ở dạng rackmount để điều khiển quá trình hoặc được nhúng trong các thiết bị khác để cung cấp khả năng điều khiển và giao diện. Chúng được sử dụng trong các thiết bị thám hiển biển sâu, như trên tàu thăm dò biển sâu ALICE, và ngoài không gian, như trên tên lửa Ariane và Pegasus, các tàu con thoi. Do mức độ tích hợp rất cao, số lượng thành phần và đầu nối giảm, các SBC thường nhỏ hơn, nhẹ hơn, tiết kiệm điện hơn và đáng tin cậy hơn so với các máy tính đa bo mạch tương đương.
Ưu điểm chính của bo mạch chủ ATX so với SBC là giá thành. Bo mạch chủ được sản xuất bởi hàng triệu người cho thị trường tiêu dùng và văn phòng cho phép quy mô kinh tế to lớn. Máy tính bo mạch đơn là một thị trường hẹp cho kỹ thuật, được sản xuất ít thường xuyên hơn và chi phí cao hơn. Bo mạch chủ và SBC hiện cung cấp các mức độ tích hợp tính năng tương tự nhau, nghĩa là bo mạch chủ bị lỗi ở một trong hai tiêu chuẩn sẽ yêu cầu thay thế tương đương.

## Các loại, tiêu chuẩn
Một dạng phổ biến của máy tính bo mạch đơn sử dụng các hệ máy tính hệ số (computer form factor) được tiêu chuẩn hóa nhằm mục đích sử dụng trong một vỏ bảng nối đa năng. Một số loại này là CompactPCI, PXI, VMEbus, VXI và PICMG. Các SBC được xây dựng xung quanh các cấu trúc xử lý nội bộ khác nhau bao gồm kiến trúc Intel, kiến trúc đa xử lý và các hệ thống xử lý công suất thấp hơn như RISC và SPARC. Trong thế giới PC Intel, các mạch trí tuệ nhân tạo, mạch điều khiển và giao diện, cùng được đặt trên một bảng cắm sau đó được đưa vào một bảng nối đa năng thụ động (hoặc chủ động). Kết quả cuối cùng tương tự như việc có một hệ thống được xây dựng bằng bo mạch chủ, ngoại trừ việc bảng nối đa năng xác định cấu hình khe cắm. Mặt sau có sẵn với sự kết hợp của nhiều khe cắm (ISA, PCI, PCI-X, PCI-Express, v.v.), thường có tổng số 20 hoặc ít hơn, có nghĩa là nó sẽ phù hợp với chuẩn rackmount 19" (17" wide chassis).
Một số máy tính bo mạch đơn có các đầu nối cho phép chồng bo mạch, mỗi bo mạch chứa phần cứng mở rộng, được lắp ráp mà không cần bảng nối đa năng truyền thống. Ví dụ về dạng SBC xếp chồng  bao gồm PC / 104, PC / 104- Plus, PCI-104, EPIC và EBX; các hệ thống này thường có sẵn để sử dụng trong các hệ thống điều khiển nhúng.
Các SBC kiểu ngăn xếp thường có bộ nhớ được cung cấp trên các card cắm như SIMM và DIMM . Bo mạch của ổ cứng không được tính để xác định máy tính có phải là SBC hay không vì hai lý do, thứ nhất là vì ổ cứng HDD được coi là một khối lưu trữ đơn lẻ và thứ hai vì SBC có thể không yêu cầu ổ cứng. Chúng có thể được khởi động từ các kết nối mạng.